# 피친차올드필드쥐
피친차올드필드쥐(Thomasomys vulcani)는 비단털쥐과에 속하는 설치류이다. 에콰도르 안데스 옥시덴탈 산맥에서 발견되며, 관목 파라모 지역과 저산대 숲에서 서식한다. 야행성, 지상성 동물이다. 일반명과 학명은 키토 시가 위치하고 해발 3500m의 경사면에서 종이 발견되는 피친차 화산 이름에서 유래한다. 제한된 서식지가 농경지로 사용될 목적으로 전환되고 있기 때문에 멸종 위협을 받고 있다. 올리브산지생쥐와 같은 종으로 간주하기도 한다.